# زياد الحنيطي
زياد الحنيطي (مواليد 4 أبريل 1997) هو لاعب كرة قدم سعودي يلعب حاليًا في نادي العروبة.

## مسيرة اللاعب
لعب في نادي أحد ونادي الطائي ونادي الأنصار ونادي الذهب ونادي العروبة.

## روابط خارجية
- زياد الحنيطي على موقع قاعدة بيانات كرة القدم.إي يو (الإنجليزية)
- زياد الحنيطي على موقع Soccerway.com (الإنجليزية)
- زياد الحنيطي على موقع كووورة